# 沈載倫
沈載倫（： Sim Jae Yun，2002年11月15日—），藝名JAKE，是一名韓國男歌手，為男子團體ENHYPEN成員。

## 演藝經歷

### 出道前
2020年6月26日至9月18日，沈載倫與其他BELIFT LAB練習生參加選秀節目《I-LAND》，並以第三名的成績在該節目中成功獲得出道資格。
海選面試後最終以全球500:1海選通過率成為練習生，在加入BELIFTLAB前曾短暫的在Bighit待過一段時間，ENHYPEN出道時練習生時長僅為10個月

家庭成員：父母，00年哥哥，愛犬Layla

小學時移居澳大利亞昆士蘭州凱恩斯，後搬至布里斯班

沈載倫表示自己在澳洲時每天都在釣魚，早期拍vlog的主題也是釣魚，所以有澳洲釣魚佬的稱號
還在澳洲生活時會經常和家人在樹林里露營

家中飼養的愛犬是Layla，Layla本來鄰居家的狗狗，但因為鄰居搬家就領養過來了

有4年小提琴練習史，AMEB 7級，在澳洲讀中學的時候加入了學校的管弦樂團

在澳洲時曾加入學校的足球隊（一般是12年級才能加入的隊伍裏 JAKE是為數不多10年級加入的隊員）位置是左前鋒

來到韓國後在課餘兼職期間考取了咖啡師資格證

因為有尖端恐懼症 所以沒有打耳洞

### 出道後
2020年11月30日，透過首張迷你專輯《Border: Day One》，以ENHYPEN的成員出道。

## 音樂作品
韓國音樂著作權協會（KMOCA）之登記編號：10035430

## 外部連結
- 官方网站（英文）（日語）